# William Calder Paton
William Calder Paton, britanski general, * 1886, † 1979.